# Vågdaggkåpa (växt)
Vågdaggkåpa (Alchemilla cymatophylla) är en rosväxtart som beskrevs av Sergei Vasilievich Juzepczuk. Enligt Catalogue of Life ingår Vågdaggkåpa i släktet daggkåpor och familjen rosväxter men enligt Dyntaxa är tillhörigheten istället släktet daggkåpor och familjen rosväxter. Arten är reproducerande i Sverige.

## Underarter
Arten delas in i följande underarter:
- A. c. autumnalis
- A. c. aestivalis